# Savigneux (Ain)
Savigneux egy település Franciaországban, Ain megyében. Lakosainak száma 1459 fő (2022. január 1.). Savigneux Ambérieux-en-Dombes, Ars-sur-Formans, Rancé és Villeneuve községekkel határos.

## Népesség
A település népessége az elmúlt években az alábbi módon változott:
| Lakosok száma | 455  | 621  | 792  | 1140 | 1236 | 1301 | 1351 | 1421 | 1438 | 1459 |
|               | 1968 | 1982 | 1990 | 2006 | 2013 | 2015 | 2017 | 2019 | 2020 | 2022 |